# Maria Khoreva
Maria Vladimirovna Khoreva (rus: Мария Владимировна Хорева) (Sant Petersburg, 3 de juliol de 2000) és una ballarina clàssica russa, primera solista del Ballet Mariïnski des del 2018.

## Biografia
Khoreva va néixer el 3 de juliol del 2000 a Sant Petersburg (Rússia). Abans de ser acceptada a l'Acadèmia de ballet Vaganova, va practicar la gimnàstica rítmica durant set anys.
A l'Acadèmia Vaganova, va ser alumna de la famosa professora Lyudmila Kovaleva, coneguda promotora i descobridora de talents com Diana Vishneva i Olga Smirnova. Khoreva es va graduar amb diploma d'honor i en el seu darrer any de carrera ja va interpretar, amb l'Acadèmia, papers protagonistes en els següents ballets: La dansa de les hores (la Nit), Suite en blanc (Flauta, Adagio), Le Réveil de Flore (Flora, Aurora), La fada de les nines (Fada de les nines) i El Trencanous (Clara).

## El Mariinsky

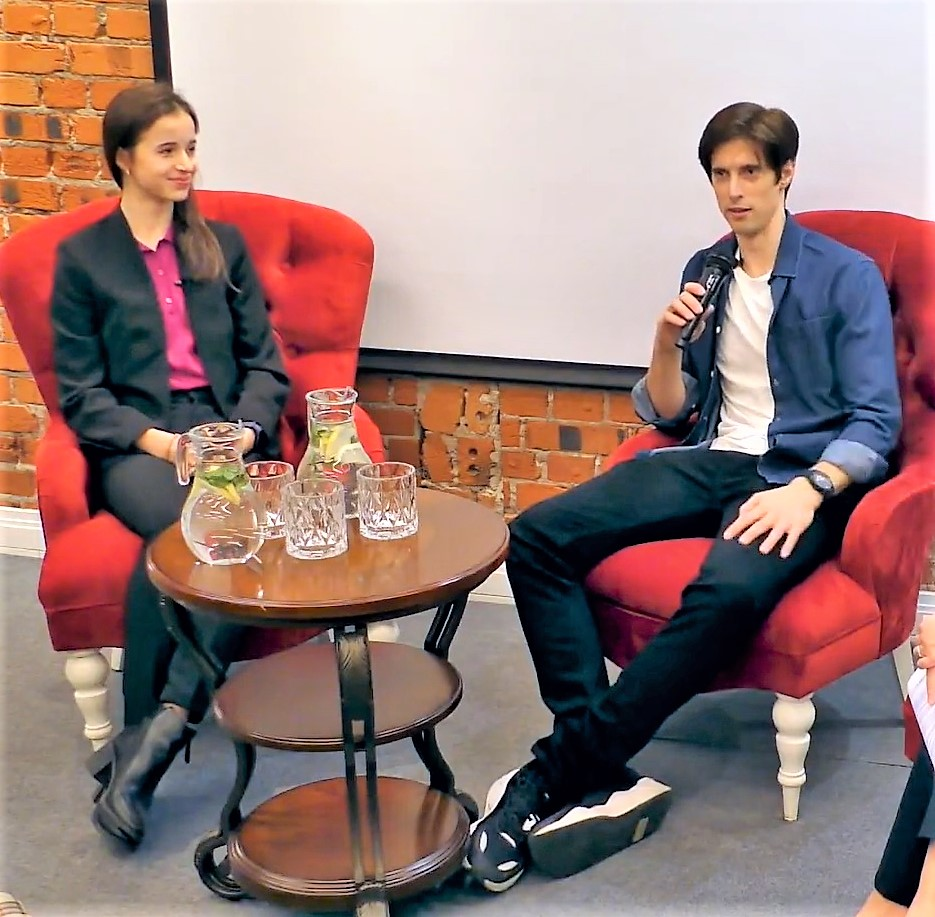
Khoreva (esquerra) amb l'antic director de Mariinsky Xander Parish el 2020

Maria Khoreva es va unir al Ballet Mariinsky el 2018 després de la graduació a l'Acadèmia Vaganova. A l'estiu, abans de començar la seva primera temporada amb la companyia, va debutar amb el paper de Terpsícore al ballet Apollo de George Balanchine, al costat de l'antic primer ballarí del Mariinsky, Xander Parish, en el paper principal.
A la tardor del 2018, va debutar a Le Corsaire com a component del trio d'Odalisques i en el  Pas a tres d'El llac dels cignes. A l'octubre, va ballar el paper protagonista del ballet-pantomima Paquita, una raresa per a una jove recentment graduada. A finals d'aquell mes, ja va ser a primera solista del cos del ballet, només un grau per sota de la ballarina principal .
El seu repertori amb el Mariinsky fins a 2021 inclou:
- Don Quixot (Quiteria, Reina de les Díades)
- Giselle (Giselle)
- La Bayadère Nikiya
- Le Corsaire Medora, Trio of Odalisques
- Legend of love Shyrin
- El trencanous The Nutcracker
- Raymonda Raymonda
- La Bella dorment (Princesa Aurora)
- El llac del cignes (Odette)
- Apollo (Terpsícore)
- Jewels (Diamons)
- El somni d'una nit d'estiu (Titania, Pas a deux, de l'acte II)
- Serenade (solista)

Maria Khoreva rep l'entrenament i els consells de l'antiga solista del Mariinsky Elvira Tarasova.

## Vida pública
Khoreva és molt coneguda a Instagram on, amb el nom de @marachok, documenta el seu dia a dia en rus i en anglès. Des dels seus inicis, primer a l'Acadèmia Vaganova i ara al Mariinsky, ha acumulat més de 500.000 seguidors. És la portaveu de la marca de roba esportiva Nike, Inc. i l'ambaixadora de la roba de dansa Bloch .
El 2019 va guanyar el primer premi Carmen Mateu Young Artist European award Opera and Dance, que honora la memòria de la fundadora del Festival Música i Dansa Castell de Perelada.
A partir del novembre de 2020, Khoreva va aparèixer a la tercera temporada del programa de televisió de competició de ballet Большой балет (Grand Ballet) emès a Russia-K . En la seva actuació, va tenir com a parella el ballarí principal del Mariinsky Vladimir Shklyarov, tot i que ell no hi competia. Durant la tercera setmana de competició va rebre la màxima puntació que havia conedit mai el concurs, per la seva interpretació d'una variació del ballet Paquita. El desembre del mateix any va guanyar la final del concurs.
L'any 2020 Khoreva va publicar el llibre titulat Teach Me Ballet: How to Educate Your Body (Ensenya'm ballet: com educar el teu cos).